# Марата Алта (Терни)
Марата Алта је насеље у Италији у округу Терни, региону Умбрија.
Према процени из 2011. у насељу је живело 78 становника. Насеље се налази на надморској висини од 116 м.